# Sarcocystis calchasi
Espèce
Sarcocystis calchasi est une espèce de protozoaires de l’embranchement des Apicomplexa.
Elle a été isolée en 2009 chez des pigeons voyageurs atteints d'encéphalite et de myosite, puis en 2010 chez des Autours des palombes (Accipiter gentilis).
Comme les autres espèces du genre Sarcocystis, elle possède un cycle évolutif avec deux hôtes successifs : un prédateur, hôte définitif, chez qui elle n'est pas pathogène, ici l'Autour des palombes, et une proie, hôte intermédiaire, chez qui elle est hautement pathogène, ici plusieurs espèces d'oiseaux appartenant à l'ordre des Columbiformes, des Psittaciformes et des Suliformes. De l'ADN de Sarcocystis calchasi a également été détecté dans les muscles pectoraux d'un Pic épeiche (Dendrocopos major) et dans le foie d'un Pic vert (Picus viridis), deux espèces de l'ordre des Piciformes.